# Johann Hieronymus von Wedig
Johann Hieronymus von Wedig auch: Johann Hieronymus de Wedig, Dewedig; (* 22. August 1665 in Halle; † 18. Juni 1712 in Wittenberg) war ein deutscher Pädagoge und lutherischer Theologe.

## Leben
Der Sohn des Seniors am Schöppenstuhl, sowie Assessors der Salinen in Halle Dr. Thomas de Wedig (* 1625 Halle; † 22. Mai 1702 in Halle) und dessen Frau Catharina, hatte nach hinreichender Grundausbildung 1675 das Gymnasium seiner Heimatstadt besucht. Nach zehnjähriger Ausbildung bezog er 25. Juni 1685 die Universität Wittenberg. Um ein aufbauendes Theologiestudium zu absolvieren, frequentierte er zunächst die Vorlesungen an der philosophischen Fakultät. So dürfte er die Vorlesungen in Dichtkunst bei Theodor Dassow, in Ethik bei Christian Röhrensee, Griechisch bei Konrad Samuel Schurzfleisch, Philosophie bei Johann Christoph Wichmannshausen, Logik bei Christian Donati und Rhetorik bei Georg Wilhelm Kirchmaier besucht haben. Exzellent vorgebildet erwarb er sich am 12. Oktober 1686 den akademischen Grad eines Magisters der philosophischen Wissenschaften.
In Wittenberg konzentrierte er sich auf einen akademischen Werdegang, hielt privat Vorlesungen und wurde schließlich am 1. Mai 1690 als Adjunkt an die philosophische Fakultät aufgenommen. Da ein Vorankommen im Hochschulbetrieb nicht sichtbar wurde, nahm er 1691 am Gymnasium Illustre in Weißenfels eine Stelle als Gymnasialprofessor für Rhetorik und Ethik an. Wedig, der immer ein theologisches Amt angestrebt hatte, wurde nach dreieinhalb Jahren am 22. Dezember 1695 für das Amt eines Diakons in Wittenberg ordiniert. Durch das Ausscheiden seiner Amtskollegen stieg er 1699 in das dritte Diakonat auf, war 1700 zweiter Diakon der Wittenberger Stadtkirche und wurde dort 1704 Archidiakon. Als solcher promovierte er am 22. April 1705 zum Lizentiaten der Theologie, was er bis zu seinem Lebensende blieb.

## Familie
Wedig war zwei Mal verheiratet. Seine erste Ehe schloss er in Wittenberg am 20. Oktober 1692 mit Christiana Elisabeth (* 8. Oktober 1672 in Wittenberg; † 31. Mai 1707 ebenda), der Tochter des Konstantin Ziegra und der Maria Christiana (geb. Dalichow). Seine zweite Ehe ging er am 26. April 1708 mit Anna, der Witwe des Archidiakons der Wittenberger Stadtkirche Johann Fabricius, der Tochter des Samuel Pomarius und der Dorothea (geb. Reusner), ein. Aus seinen Ehen stammen elf Kinder, drei Söhne und acht Töchter. Bekannt ist:
1. unbekannte Tochter (* 1693 Weißenfels)
2. unbekannte Tochter (* 1695 Weißenfels)
3. Johanna Christiana, beg. Schmiedeberg 10. Juli 1717, verheiratet mit Andreas Samuel Fabricius, Substitut Schmiedeberg
4. Johann Hieronymus (* Wittenberg 1. November 1702), 29. Oktober 1718 UWB immat., 1721/22 examen pro praxi forensi
5. Johann Samuel (* 8. Februar 1705 in Wittenberg) 14. Februar 1722 immatr. UWB
6. Salome Elisabeth  (* 8. Dezember 1696 in Wittenberg)  ⚭ ebd. 6. Mai 1715 Christian Friedrich Kranewitter, Rektor in Wittenberg
7. Christina Sophia (* 29. Juli 1699 in Wittenberg)
8. Johanna Dorothea (* 29. Mai 1701 in Wittenberg)
9. Johanna Maria (* 20. Januar 1704 in Wittenberg)
10. Johanna Regina (* 31. Mai 1707 in Wittenberg)

## Werke
- Disputationes de furto rei propriae.
- de immutabilitate Dei.
- De decretorum divinorum et libertatis humanae conciliatione.
- Horas homileticas seu praecepta Concionatoria. Wittenberg 1701.

## Weblink
- Druckschriften von und über Johann Hieronymus von Wedig im VD 17.

| Personendaten    | Personendaten                                |
| ---------------- | -------------------------------------------- |
| NAME             | Wedig, Johann Hieronymus von                 |
| ALTERNATIVNAMEN  | Johann Hieronymus de Wedig, Dewedig          |
| KURZBESCHREIBUNG | deutscher Pädagoge und lutherischer Theologe |
| GEBURTSDATUM     | 22. August 1665                              |
| GEBURTSORT       | Halle (Saale)                                |
| STERBEDATUM      | 18. Juni 1712                                |
| STERBEORT        | Wittenberg                                   |